# Principio de acoplamiento mínimo
El Principio de acoplamiento mínimo es una prescripción que indica cómo hacer que una ley o fórmula física sea invariante frente a alguna transformación, sea esta una transformación general de coordenadas o una transformación de gauge.

## En relatividad general
En este contexto el Principio de acoplamiento mínimo hace que si una ley es válida en un espacio-tiempo plano sea válida también en un espacio-tiempo curvo debido a la relatividad general. Así transformamos una ecuación física covariante Lorentz en covariante general. Es decir, mediante esta prescripción sabemos cómo hacer que una ecuación que cumple el Principio de relatividad especial cumpla también el Principio general de relatividad. 
Esta receta consiste en hacer el cambio:

{\displaystyle \eta _{\mu \nu }\longmapsto g_{\mu \nu }\left(x\right)\qquad \qquad \partial _{\mu }\longmapsto \nabla _{\mu }\left(x\right)}

De este modo cambiamos de la métrica plana {\displaystyle \ \eta _{\mu \nu }} de Minkowski a la métrica {\displaystyle \ g_{\mu \nu }} determinada por la ecuación de Einstein, y la derivada ordinaria la convertimos en la derivada covariante general.
Por ejemplo, para transformar la ecuación de continuidad y que sea válida en presencia de campos gravitatorios haremos:

{\displaystyle \partial _{\mu }j^{\mu }=0\longmapsto \nabla _{\mu }j^{\mu }=\left(\partial _{\mu }+\Gamma _{\mu \sigma }^{\mu }\right)j^{\sigma }=0}

## En el marco de teorías gauge
En este contexto el principio de acoplamiento mínimo permite hacer que una expresión sea invariante gauge cumpliendo por tanto el principio de invariancia gauge. El cambio que hay que introducir sigue siendo

{\displaystyle \partial _{\mu }\longmapsto D_{\mu }\left(x\right)}

Pero ahora {\displaystyle \ D_{\mu }} indica derivada covariante gauge. Por ejemplo, el lagrangiano de la electrodinámica cuántica (QED) será manifiestamente covariante gauge si alteramos el término cinético de los fermiones:

{\displaystyle i{\bar {\Psi }}\gamma ^{\mu }\partial _{\mu }\Psi \longmapsto i{\bar {\Psi }}\gamma ^{\mu }D_{\mu }\Psi =i{\bar {\Psi }}\gamma ^{\mu }\left(\partial _{\mu }-ieA_{\mu }\right)\Psi }

- Datos: Q1936915